# Hatebreeder
Hatebreeder è il secondo album in studio del gruppo musicale finlandese Children of Bodom, pubblicato il 26 aprile 1999 dalla Spinefarm Records.

## Descrizione
È l'album più neoclassico dei Children of Bodom, e generalmente considerato il loro capolavoro, dove le sonorità che caratterizzavano l'ottimo debutto Something Wild vengono ulteriormente perfezionate. Come già successo nel precedente album, anche qui le canzoni Hatebreeder e Black Widow mostrano come la musica classica e in particolare Mozart influenzino molto il loro stile.
L'intro della traccia Warheart è un frammento audio tratto dal film Amadeus, uno dei preferiti del cantante/chitarrista Alexi Laiho (la frase: From now on, we are enemies, you and I!).

L'intro di tastiera della traccia Black Widow è un frammento audio tratto dalla serie televisiva Miami Vice.

## Tracce
1. Warheart – 4:08
2. Silent Night, Bodom Night – 3:12
3. Hatebreeder – 4:19
4. Bed of Razors – 3:57
5. Towards Dead End – 4:54
6. Black Widow – 3:58
7. Wrath Within – 3:52
8. Children of Bodom – 5:13
9. Downfall – 4:33

### Bonus Tracks
1. No Commands – 4:46 – Stone cover, trovabile su varie versioni Deluxe
2. Aces High – 4:27 – Iron Maiden cover, solo Deluxe Edition

## Formazione
- Alexi Laiho - voce, chitarra
- Alexander Kuoppala - chitarra
- Jaska W. Raatikainen - batteria
- Henkka T. Blacksmith - basso
- Janne Wirman - tastiera

## Curiosità
La traccia Bed of Razors inizialmente avrebbe dovuto intitolarsi Red Light in My Eyes Pt. 3.